# Cerro Colorado (Michoacán)
Cerro Colorado es una localidad del estado mexicano de Michoacán. Es parte del municipio de Juárez.

## Demografía
| Gráfica de evolución demográfica |
|                                  |

| Censo | Población |
| ----- | --------- |
| 1921  | 17        |
| 1930  | 146       |
| 1940  | 130       |
| 1950  | 153       |
| 1960  | 222       |
| 1970  | 543       |
| 1980  | 473       |
| 1990  | 844       |
| 2000  | 1053      |
| 2010  | 1091      |
| 2020  | 1102      |